# Luis de la Lastra y Cuesta
Luis de la Lastra y Cuesta (ur. 1 grudnia 1803 w Cubas, zm. 5 maja 1876 w Sewilli) – hiszpański kardynał.

## Życiorys
Urodził się 1 grudnia 1803 roku w Cubas, jako syn Bernarda de la Lastra Cuero i Brígidy de la Cuesta Hontañón. Studiował na Uniwersytecie w Valladolid, gdzie uzyskał doktorat z prawa kanonicznego. 20 września 1828 roku przyjął święcenia diakonatu, a w grudniu – prezbiteratu. 18 maja 1852 roku został biskupem Ourense, a 20 czerwca przyjął sakrę. Pięć lat później został arcybiskupem Valladolid. Został kawalerem Królewskiego Orderu Wiktoriańskiego i Orderu Karola III. W 1863 roku został przeniesiony do archidiecezji Sewilli. 16 marca został kreowany kardynałem prezbiterem i otrzymał kościół tytularny San Pietro in Vincoli. Zmarł 5 maja 1876 roku w Sewilli.